# Piazza Grande (brano musicale)
(Piazza Grande)
Piazza Grande è una canzone di Lucio Dalla, incisa nel 1972, pubblicata sul 45 giri Piazza Grande/Convento di pianura e composta da Gianfranco Baldazzi, Sergio Bardotti, Ron oltre allo stesso Dalla. Fu presentata per la prima volta al Festival di Sanremo 1972, dove si classificò al 8º posto.

## Storia e significato del testo
Dalla e Ron avevano composto la canzone con il titolo provvisorio "America", inizialmente avrebbe dovuto raccontare la storia del viaggio del Mayflower del 1620.
Dopo vari tentativi dei parolieri Bardotti e Baldazzi di adattare il tema previsto alla musica, durante un tour promozionale negli Stati Uniti, Baldazzi cambiò l'argomento della canzone nella storia di un senzatetto che preferisce la sua libertà ai comforts.
Il brano che era nato dalla chitarra di Ron come motivo di genere musica country, nelle rielaborazioni successive, fu arrangiata con arpeggi di chitarra acustica e strumenti a plettro, che ricordano il fado. 
In un'intervista del 2019 per il Corriere della Sera, Ron aveva dichiarato che la musica era nata da un suo giro di chitarra, durante un viaggio su una nave che da Napoli lo portava, assieme a Lucio Dalla e altri, in Sicilia.
Gli autori del testo sono Gianfranco Baldazzi e Sergio Bardotti. Secondo lo stesso Lucio Dalla, il brano parla di un bohémien. La Piazza Grande a cui fa riferimento la canzone è secondo alcuni, tra cui Ron, Piazza Maggiore a Bologna, secondo altri Piazza Cavour; Sergio Bardotti, paroliere della canzone, pavese, ha suggerito che un'altra "Piazza Grande" è quella di Pavia omonima, chiamata successivamente "Piazza della Vittoria", ma ha anche dichiarato: "'Piazza Grande' è un nome comune del nord. Rappresenta il luogo d'incontro. C'è a Pavia, come a Modena come a Bologna. È un posto che appartiene a tutti, anche ai vagabondi, e questo lo avevamo ben presente quando ne scrivemmo il testo".

## Riadattamenti
La canzone è reinterpretata da Tosca per la serata delle cover dell'edizione 2020 del festival di Sanremo con la partecipazione di Sílvia Pérez Cruz classificandosi al primo posto; il singolo è pubblicato dalla "Officina Teatrale" ed inserito nell'album Morabeza (Leave Music, 194398372310). Nel videoclip della canzone è presente una citazione dal maestro Dalla, autore originale del brano, intento a suonare il sassofono.